# Saint-Michel-de-Dèze
Saint-Michel-de-Dèze (okzitanisch Sent Miquèu de Dèsa) ist eine französische Gemeinde mit 227 Einwohnern (Stand: 1. Januar 2022) im Département Lozère in der Region Okzitanien. Sie gehört zum Kanton Le Collet-de-Dèze und zum Arrondissement Florac. Die Gemeinde grenzt im Norden an Saint-Privat-de-Vallongue, im Osten an Le Collet-de-Dèze, im Südosten an Saint-Martin-de-Boubaux, im Südwesten an Saint-Germain-de-Calberte und im Westen an Saint-Hilaire-de-Lavit. Saint-Michel-de-Dèze hatte einen Haltepunkt an der meterspurigen Bahnstrecke Florac–Sainte-Cécile-d’Andorge. 

## Bevölkerungsentwicklung

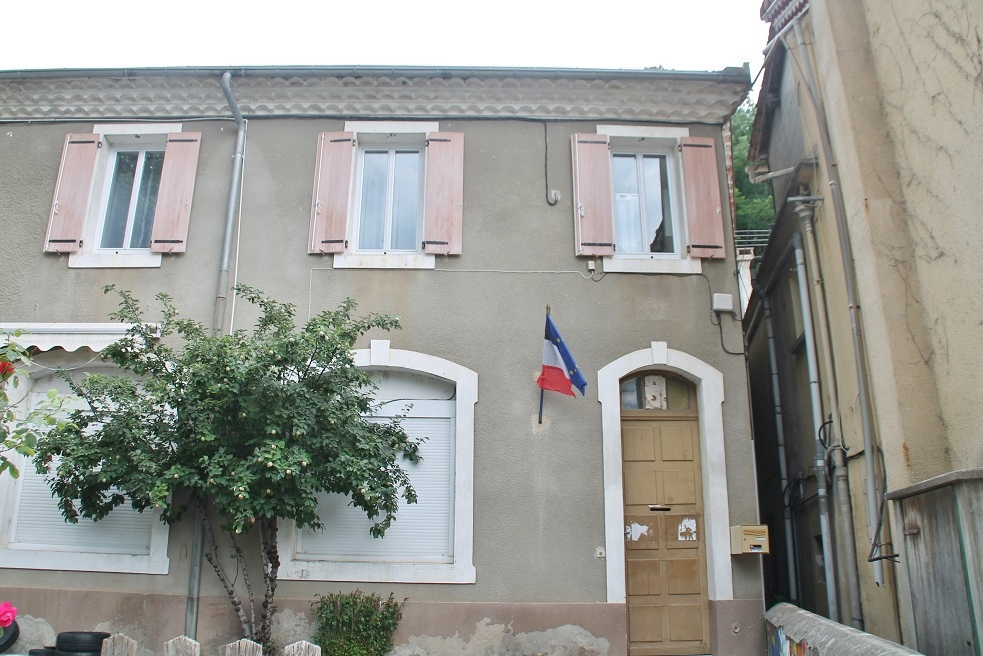
Mairie Saint-Michel-de-Dèze

| Jahr      | 1962 | 1968 | 1975 | 1982 | 1990 | 1999 | 2008 | 2018 |
| --------- | ---- | ---- | ---- | ---- | ---- | ---- | ---- | ---- |
| Einwohner | 279  | 253  | 220  | 170  | 160  | 191  | 209  | 237  |